# Micheline Lachance
Pour les articles homonymes, voir Lachance.
Micheline Lachance née le 10 mars 1944 à Verdun au Québec et morte le 7 avril 2022 est une journaliste et romancière québécoise.
Elle est détentrice d'un baccalauréat ès arts de l’Université de Montréal et d'une maîtrise en histoire de l'Université du Québec à Montréal.

## Biographie
Son reportage sur les familles recomposées, publié dans L'Actualité, lui inspire un essai, Les Enfants du divorce, paru en 1979.
En 1989, Micheline Lachance devient rédactrice en chef du magazine Châtelaine. L'année suivante, elle remporte le Prix Or du magazine canadien pour ses éditoriaux et, en 1994, le Prix Argent pour un dossier intitulé « Qu'avez-vous fait de vos 20 ans ? ».
Après cinq ans aux commandes de Châtelaine, elle quitte ses fonctions pour écrire Le Roman de Julie Papineau. Le premier tome de ce roman, La Tourmente, paraît en 1995. Le second, L'Exil, publié en 1998, lui vaut le Prix du Grand Public du Salon du livre de Montréal (1998) et le Grand Prix du roman de la Montérégie (1999).
En 2000, le YMCA lui décerne le titre de « Femme de mérite » dans la catégorie arts et lettres pour l'ensemble de son œuvre. Et, en 2005, elle est présidente d'honneur du Salon du livre de Montréal.
Micheline Lachance a également publié la biographie du Frère André (1980) et celle du cardinal Paul-Émile Léger en trois tomes : Le Prince de l'église (1982), Dans la tempête (1986) et Le Dernier Voyage (2000). Pour ce dernier volet, consacré à la vie du missionnaire en Afrique, elle reçoit le Grand Prix de l'essai de la Montérégie.
En parallèle à son activité proprement littéraire, elle a poursuivi sa carrière de journaliste et de chroniqueur littéraire à L'Actualité, où ses articles lui ont valu plusieurs prix, dont le Grand Prix des Magazines québécois pour son article Ces morts qui dérangent (2005) et le Premier Prix Molson du journalisme en loisir pour Généalogie : la chasse aux ancêtres (2001).
En 2004, Micheline Lachance publie Lady Cartier, un roman évoquant George-Étienne Cartier et son épouse Hortense pendant le processus de la Confédération canadienne de 1867. Ce titre lui veut le Grand Prix du roman de la Montérégie (2005).
Avec Les Filles tombées, l'auteure et historienne Micheline Lachance reconstitue le sombre quotidien des filles-mères québécoises au XIXe siècle. Ce titre est paru en 2 tomes (2008 et 2010).
En 2011, elle participe à une table ronde au sujet des romans historiques dans le cadre de festival littéraire international Metropolis bleu.
En 2013, elle publie La Saga des Papineau. L’auteure y fait revivre trois générations d’hommes et de femmes qui, tout au long du XIXe siècle, ont occupé le devant de la scène et influencé l’histoire du pays.
En septembre 2017, la Société historique de Montréal lui décerne sa médaille pour sa contribution à l’histoire.
Le 7 avril 2022, son décès est annoncé par voie de communiqué de son éditeur Québec Amérique.

## Œuvres
- Les Serres  domestiques, Montréal : Quinze, 1978, 1979  (ISBN 0-8856-5163-4)

- Les Enfants du divorce, Montréal : Éditions de l'Homme, 1979  (ISBN 2-7619-0048-0)

- Jardins d'intérieur et serres domestiques, Montréal : Éditions de l'Homme, 1980  (ISBN 2-7619-0110-X)

- Le Frère André, Montréal : Éditions de l'Homme, 1980  (ISBN 2-7619-0067-7) ; 2004  (ISBN 2-7619-0067-7) ; (nouvelle édition), 2010

- Biographie du cardinal Paul-Émile Léger :
  - Le Prince de l'Église, Montréal : Éditions de l'Homme, 1982  (ISBN 2-7619-0100-2)
  - Dans la tempête : le cardinal Léger et la Révolution tranquille, Montréal : Éditions de l'Homme, 1986  (ISBN 2-7619-0628-4)
  - Le Dernier Voyage, Montréal : Éditions de l'Homme, 2000  (ISBN 2-7619-1564-X)

- Le Roman de Julie Papineau, Montréal : Éditions Québec/Amérique, 1995  (ISBN 2-8903-7934-5) ; Paris : Litté, « Les grands classiques de la littérature du Québec », 2006  (ISBN 2-8496-4012-3)
  - La Tourmente
  - L'Exil, 1998

- La Femme du pendu, 1996

- Lady Cartier, Montréal : Québec Amérique, 2004  (ISBN 2-7644-0338-0)

- Les Filles tombées, Montréal : Québec Amérique, 2008  (ISBN 978-2-7644-0629-8)
  -  Les Silences de ma mère , 2008
  -  Les Fantômes de mon père, 2010

- La Saga des Papineau, 2013
- Rue des Remparts, 2017